# Atelopus certus

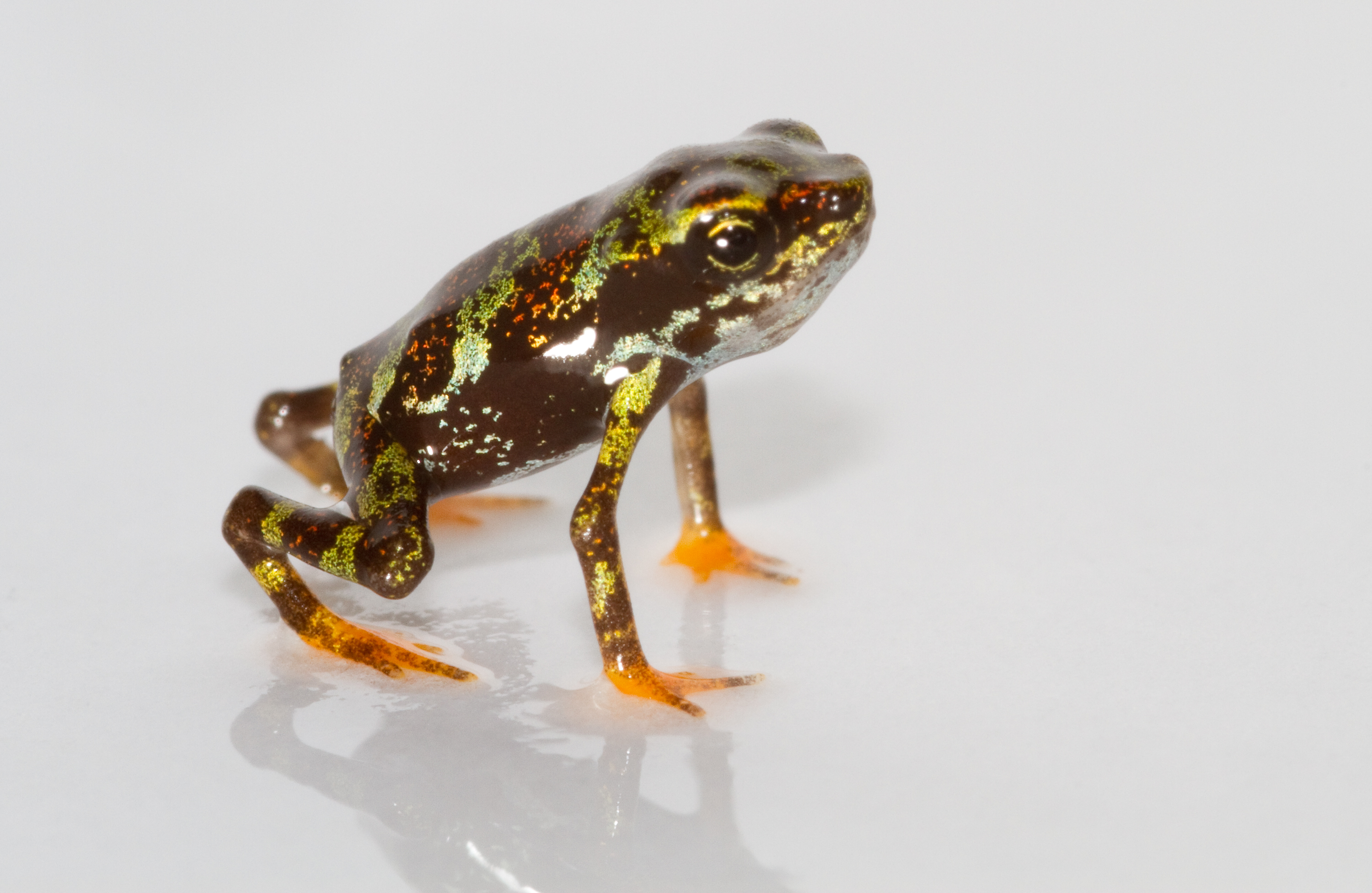
Juvenil

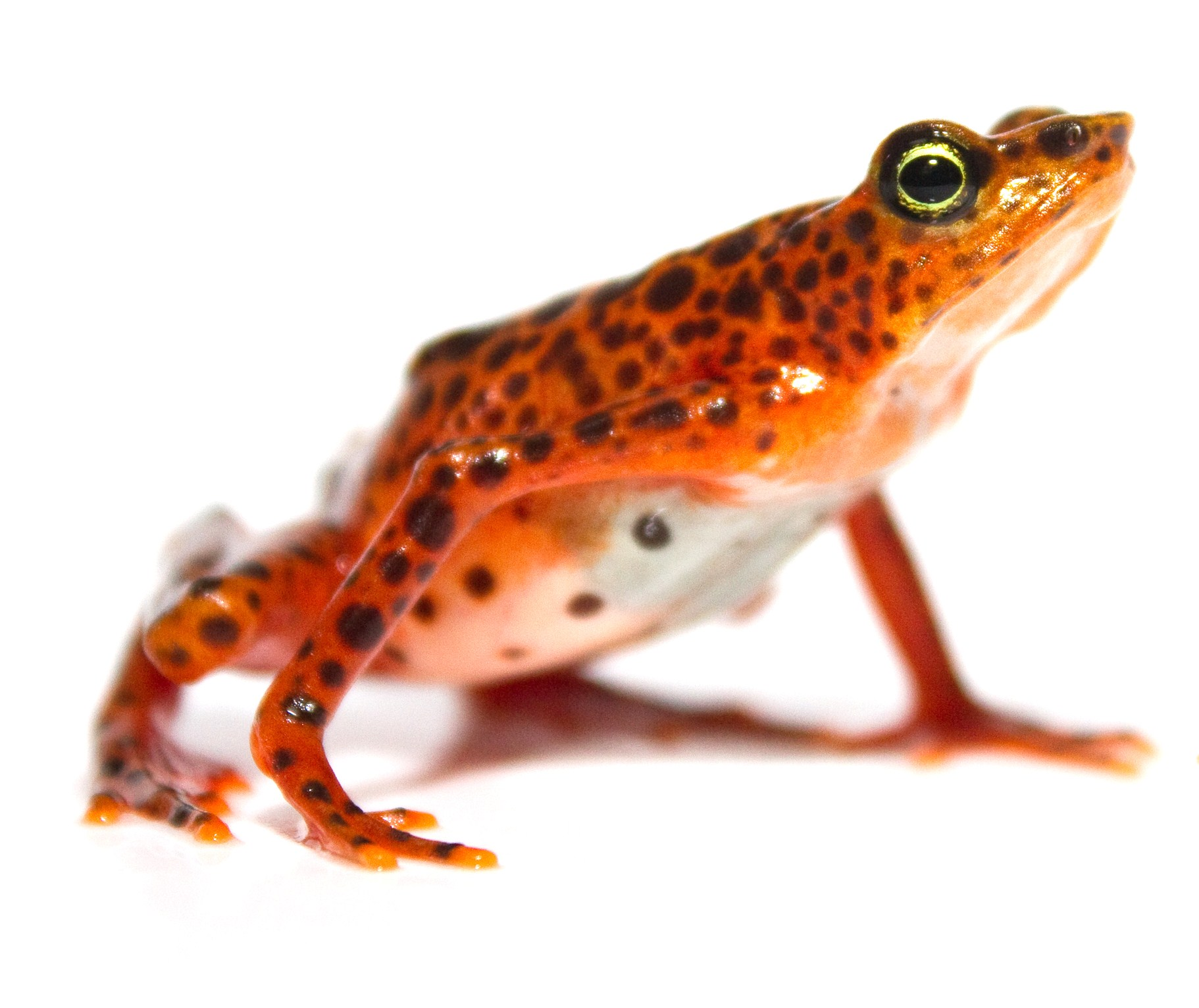
Femella

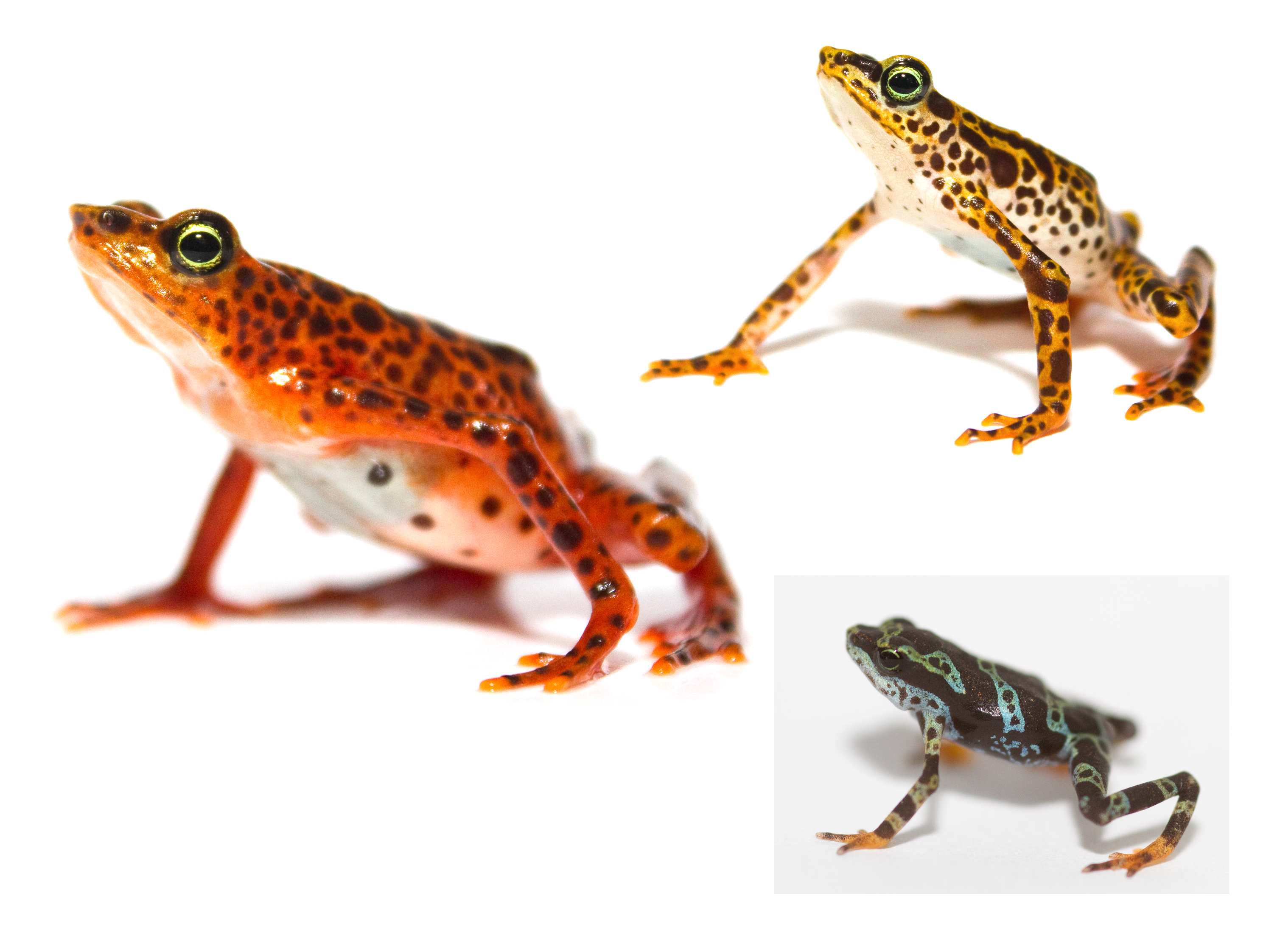
Femella (esquerra), mascle (dreta) i juvenil (a baix)

Atelopus certus és una espècie d'amfibi pertanyent a la família dels bufònids.

## Descripció
La femella adulta fa 42 mm de llargària total i el mascle 32. Els mascles tenen la superfície ventral amb taques i les femelles sense. El dors és de color vermell brillant o groc amb nombroses taques negres de diferents grandàries. Els capgrossos tenen una gran boca en posició ventral i una mena de gran disc de succió al ventre, el qual és emprat per aferrar-se a les roques i còdols dels rierols. Sembla que conté verí.

## Reproducció
La posta dels ous (grans i no pigmentats) i el desenvolupament larval tenen lloc en els rierols dels boscos.

## Hàbitat i distribució geogràfica
Es troba als boscos tropicals montans i submontans situats entre 500 i 1.150 m d'altitud al sud-oest de la província de Darién (Panamà) dins del Parc Nacional del Darién.

## Principals amenaces
Les seues principals amenaces són la desforestació del seu hàbitat per a usos agrícoles i la contaminació de l'aigua. Com altres espècies d'amfibis de Mesoamèrica, podria també estar afectada per la quitridiomicosi, tot i que viu a altituds relativament baixes i aquesta malaltia és present normalment en cotes més altes als tròpics. L'any 2011 es va poder reproduir amb èxit en captivitat gràcies al Panama Amphibian Rescue and Conservation Project.